# Skomielna Biała

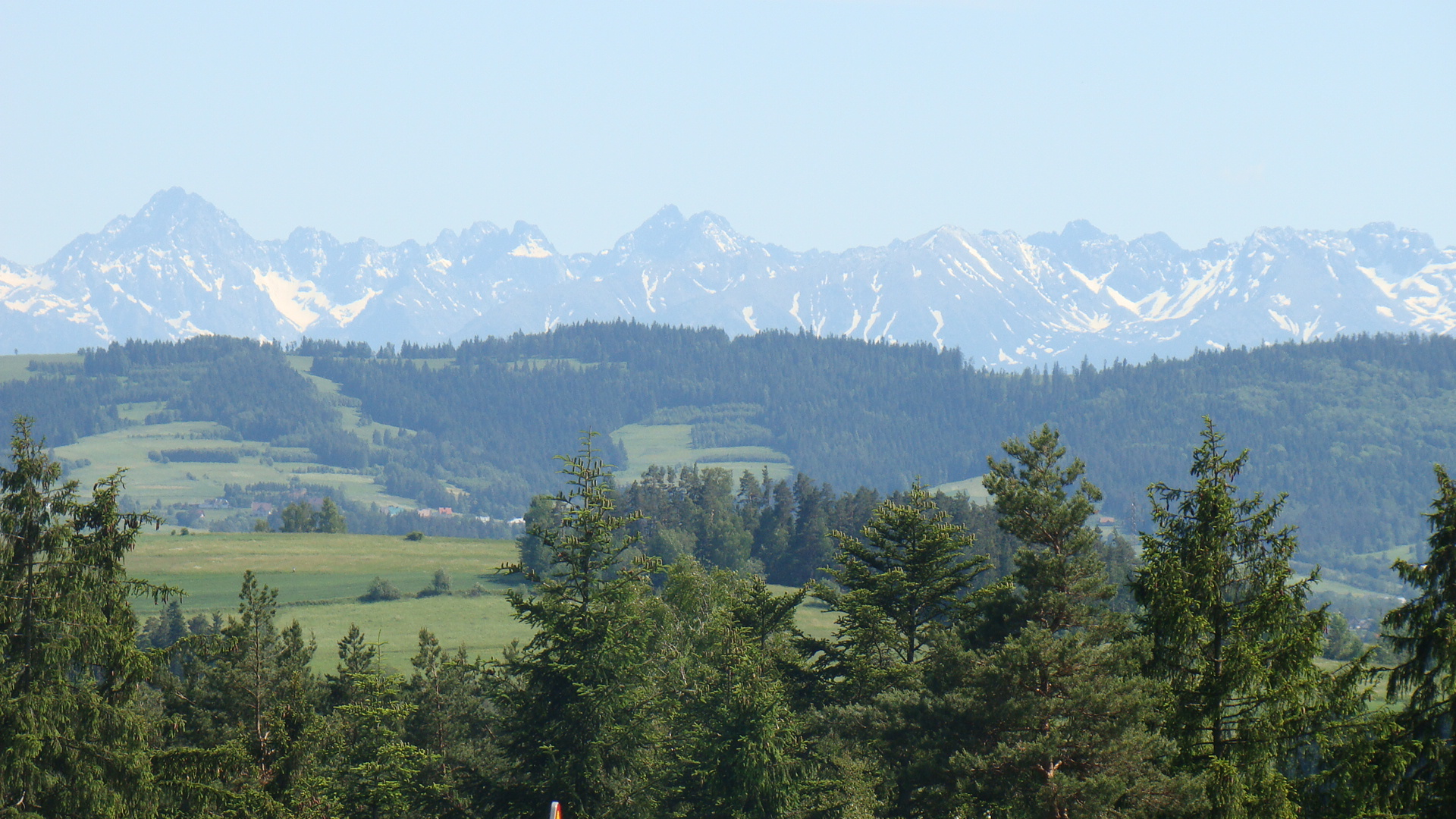
Widok Tatr i Beskidu z drogi krajowej 28 w Skomielnej Białej

Skomielna Biała – wieś w Polsce, położona w województwie małopolskim w powiecie myślenickim, gminie Lubień.
W latach 1975–1998 wieś położona była w województwie nowosądeckim.

## Informacje ogólne
Skomielna Biała (do XVII w. pisana bez przydomku „Biała”) znajduje się w Kotlinie Rabczańskiej i na zachodnim stoku Lubonia Małego (896 m n.p.m.) w zachodniej części Beskidu Wyspowego. Przez miejscowość przepływa potok Skomielnianka uchodzący do Raby. W południowej części znajdują się góry: Birtałowa (626 m) i Zbójecka Góra (643 m).
Charakterystycznym punktem Skomielnej jest neoromański kościół, wybudowany na miejscu spalonego 3 września 1939 w trakcie kampanii wrześniowej kościoła modrzewiowego.
Jest kilka hipotez na temat nazwy miejscowości. Według jednej z nich nazwa wzięła się od niejakiego Skomelna, który miał być zasadźcą lub jednym z pierwszych mieszkańców miejscowości. Inna wskazuje na nazwę potoku, który stanowił granicę miejscowości (tu pojawia się pytanie o genezę nazwy tego potoku).

## Integralne części wsi
| części wsi | Adamcowa, Banasiówka, Biedroniowa, Dudowa, Działowa, Dzielce, Folwark, Gackówka, Grzonkowa, Handzlówka, Jadamczówka, Jąkowa, Karczmiskowa Rola, Kluskowa, Krzysztowiakówka, Lachy, Leśniakówka, Ligusowa, Łyskowa, Maciołowa, Mierzwowa, Misowa, Nowakówka, Otrębowa, Pachurówka, Pasiowa, Piłatowa, Słowiakowa, Śmietanowa, Srokówka, Wacławikowa, Zagórskowa, Zarębki, Żelaźnikowa, Żurowa, Żurówka |

## Komunikacja
W miejscowości krzyżują się dwie ważne drogi krajowe:
- 28, tzw. trasa karpacka łącząca Zator i Wadowice z Nowym Sączem i Przemyślem.
- S7, (fragment międzynarodowej trasy E77), stanowiąca na tym odcinku część „Zakopianki”, w ciągu której w miejscowości znajduje się estakada im. Generała Stanisława Maczka.

## Turystyka
Ze względu na liczne lasy miejscowość cechuje dogodny mikroklimat. Rozwinięta komunikacja i obecność gospodarstw agroturystycznych powodują, że Skomielna Biała stanowi bardzo dobrą bazę wypadową dla turystyki zarówno pieszej, jak i rowerowej. Przez Skomielną prowadzą szlaki turystyczne w kierunku Tatr, jak i na okoliczne szczyty:
- Gorców – Turbacz, Stare Wierchy
- Pasma Babiogórskiego – Babią Górę

 niebieski szlak turystyczny z Jordanowa przez Luboń Mały na Luboń Wielki (1022 m n.p.m.) (Beskidu Wyspowego).
W okresie wakacyjnym w budynku szkoły działa schronisko młodzieżowe kategorii III.

## Historia
Dane historyczne na temat czasów najdawniejszych są bardzo skąpe. Przyjmuje się, że w latach 1200–400 r. p.n.e., okres łużycki, tereny te były zamieszkane. Świadczą o tym znalezione w dolinie Raby skorupy naczyń, krzesiwo i kamienny toporek, znajdujący się w Muzeum Archeologicznym w Krakowie. Z nieznanych powodów ok. 400 r. p.n.e. tereny te opustoszały. W czasach piastowskich prowadzona była mniej lub bardziej intensywna kolonizacja w kierunku Tatr. W XIV wieku król Kazimierz Wielki przeprowadził zakrojoną na szeroką skalę akcję lokacyjną na prawie magdeburskim. Została wtedy przeprowadzona lokacja wsi Lubnia (1360 i Rabki (1364). Prawdopodobnie również wtedy (1364 rok) lokowano Skomielną). Nie można jednak wykluczyć, że początkowo stanowiła jedynie przysiółek dla Rabki i lokowana była dopiero na początku XVI wieku przez ród Jordanów z Zakliczyna, założycieli miasta Jordanowa (patrz Spytek Wawrzyniec Jordan). Za pierwsze znane udokumentowane użycie nazwy Skomielna przyjmuje się wzmiankę w dokumencie lokacyjnym wsi Rabka (prawo magdeburskie) wystawionym przez Mikołaja, dziedzica z Niewiarowa dla Andrzeja i Piotra, synów kmiecia Jakusza z Olszówki w dniu 16 marca 1446 roku. Znajduje się tam nazwa potoku granicznego miejscowości: usque ad verticem Skomylna,od nurtu Glynyasty, aż do nurtu Skomylna). W 1550 z fundacji Jana Spytka Jordana powstał pierwszy kościół i „fara” (istniała do 1565). W 1565 roku przeniesiono Skomielną z parafii Łętownia do parafii Rabka.
W 1772 roku w wyniku I rozbioru Polski miejscowość przeszła pod władzę Austrii Habsburgów. W 1776 roku zakończono budowę kościoła modrzewiowego pod wezwaniem św. Sebastiana. W 1885 roku utworzono szkołę publiczną. W 1896 powstała parafia Skomielna Biała (po odłączeniu się od Rabki). W 1911 założono Ochotniczą Straż Pożarna.
3 września 1939 roku wojska niemieckie spaliły część wsi i kościół w odwecie za czynny opór stawiany przez 10. Brygadę pancerno-motorową płk. Stanisława Maczka (jedna z bitew kampanii wrześniowej znana jako 'bitwa o Wysoką pod Jordanowem').
Po wojnie w 1953 roku nastąpiła elektryfikacja wsi. W 1973 roku w wypadku samochodowym na 'zakręcie śmierci' zginął trener polskich kolarzy Henryk Łasak. Lata 90. to okres telefonizacji, gazyfikacji i kanalizacji wsi. W latach 1975–1998 w ramach reformy administracyjnej Skomielna Biała wchodziła w skład województwa nowosądeckiego, w ramach gminy Lubień. W latach 1997–2003 dokonano gruntownej rozbudowy (nowe skrzydło i hala sportowa) szkoły. W 1999 – po zakończonych skutkiem pozytywnym zabiegach powstało gimnazjum im. Henryka Łasaka. Od 1999 Skomielna Biała wchodzi w skład województwa małopolskiego, powiat Myślenice, gmina Lubień.
W latach 2003–2005 dokonano rozbudowy przebiegającej przez miejscowość „Zakopianki” (m.in. instalacja sygnalizacji świetlnej na skrzyżowaniu dróg krajowych). W 2019 oddano do użytku Estakadę im. Generała Stanisława Maczka w ciągu drogi ekspresowej S7, która wraz z otwarciem pobliskiego Tunelu Pary Prezydenckiej Lecha i Marii Kaczyńskich w 2022 pozwala ominąć występując dotąd w tej miejscowości wąskie gardło na trasie z Krakowa do Zakopanego.